# Telekkönyv
A telekkönyv vagy nyilvánkönyv olyan közhiteles nyilvántartás volt,  amely a fekvő birtok létviszonyait, vagyis az egyes ingatlanokra vonatkozó adatokat és nyilvánkönyvi jogokat magában foglalta. Magyarországon 1855-ben az ú.n. telekkönyvi rendelettel léptették hatályba.
A telekkönyvnek, hogy céljának, a tulajdon és a hitel biztosításának megfeleljen, a nyilvánosság és a különösség kettős elvén kell alapulnia. A nyilvánosság elvénél fogva a telekkönyvet a vezetésével megbízott hatóságnál bárki szabadon megtekintheti; a különösség elve azt jelenti, hogy minden telekkönyvi jószágtest elkülönítve veendő fel és tüntetendő ki.
A nyilvánkönyv (bár néha a telekkönyv szinonímájaként használták) a telekkönyvnek csak egy részét, annak anyagi jogi szabályait jelentette, szemben a telekkönyvi rendtartás alaki szabályaival.
1973 óta Magyarországon az  1972. évi 31. törvényerejű rendelettel bevezetett ingatlan-nyilvántartás egységes; önálló telekkönyvi rendszer azóta nem áll fenn.
A régi mintájú telekkönyvi rendszer ismételt bevezetése 2003-ban merült fel.

## Története
Hazai törvényhozásunk már 1848 előtt érezte a telekkönyvi intézmény szükségét, de az 1840. XXI. törvénycikk «az adóssági követelések elsőbbség végetti betáblázásáról» az intézménynek még megközelítése sem volt. Ez a törvény a fekvőségeket feltüntető földkönyveknek (Grundbuch) szerkesztését csak a szabad királyi városokban írta elő; nemesi birtokokra csak az ún. általános betáblázásnak volt helye, melynek hatálya az adósnak az alatt a törvényhatóság alatt levő javaira terjedt ki, amely előtt a betáblázás történt. Megengedte mégis a törvény, hogy ha egyes személyes nemesi javaikra nézve a betáblázásnak a szabad királyi városokra megállapított módját akarnák behozni, e végre vármegyei küldöttsége kérhessenek, amely az illető javakat hitelesen összeírja, felmérje. Az ekként összeírt és felmért nemesi birtokról külön jegyzőkönyv volt vezetendő.
A tulajdonképpeni telekkönyvi intézményt hazánkban az osztrák uralom hozta be, az 1855. december 16-án kelt alapvető telekkönyvi rendeletével. Az országbírói értekezlet e rendeletet fenntartotta és fenntartotta egyúttal az egyébként hatályát vesztett osztrák polgári törvénykönyvnek mindama rendelkezéseit is, melyek e rendelettel kapcsolatban állván, a telekkönyvek tárgyát alkotó dolgok szerzésének vagy elidegenítésének módjait határozzák meg. Ez a rendelet, némely későbbi módosításokkal együtt (ilyen több rendeleten kívül az 1880. XLVI. törvénycikk) ma is érvényes. Az osztrák uralom alatt behozott telekkönyvek azonban nem valóságos telekkönyvek vagy telekkönyvi betétek, hanem csak a már eredetileg is ideiglenes érvényesség jellegével készült telekjegyzőkönyvek, amelyekből a lehető legrövidebb idő alatt telekkönyvi betétek alakítása kilátásba helyeztetett. Ez azonban akkor nem történt meg. A mulasztást hazai törvényhozásunk pótolta.

### Telekkönyvek a 19. században
A cél, a fekvő birtoknak és az arra vonatkozó jogoknak nyilvántartása érdekében a telekkönyvi betétek, valamint az ideiglenesség jellegével készült telekjegyzőkönyvek is, három lapból állnak, úgy mint a birtokállási, a tulajdoni és a teherlapból, amelyeket az előadott sorrendben A B C betűkkel jelölnek meg, minélfogva: 1. A lap birtokállási, 2. B lap tulajdoni, 3. C. lap teherlap. A telekkönyvi rend szerint az A lapon a telekkönyvi jószágtest tárgyilagos ismertető jelei szerint, különös jogi minőségének rövid kijelölésével táblás átnézet alakjában adatik elő. Az 1886. XXIX. törvénycikk szerint az A lap, amelybe az illető telekkönyvi jószágtestnek a telekjegyzőkönyvben kitüntetett jogi természete is bejegyzendő, hat rovatból áll, melyeknek tartalma a következő: 1. folyó- vagy sorszám 1-től kezdve; 2. a részleteknek az új földadókönyvben foglalt helyrajzi száma; 3. a részleteknek a földadókataszteri munkálatokban kitett mívelési ágak és helyi fekvések szerint tüzetes megjelölése; 4. a kataszteri felmérés alapján a térfogat (az eddigi telekjegyzőkönyvekben a térfogat csak hozzávetőleges felmérés alapján adatott elő és annak valódiságáért a telekkönyv kezességet nem vállalt); 5. a kataszteri tiszta jövedelem; 6. megjegyzések. Megjegyzendő még, hogy a fekvőségek vagy római I., II. stb. számok vagy pedig kereszt (†) alatt vannak felvéve. A különbség az, hogy a római számok alatt felvett telekrészletek együttesen egy telekkönyvi jószágtestet alkotnak, ellenben a † alatt felvett telekrészleteknek mindegyike külön telekkönyvi jószágtest. Római szám alatt állnak jelesül az úrbéri természetű telkek. A B lapra bejegyzendők: a tulajdonos neve, a tulajdonjoghozi cím; a tulajdon minden további átruházásai; a tulajdonos személyét vagy tulajdoni jogát illető és nyilvánkönyvi bejegyzés alá került feltételek vagy korlátozások, pl. a kiskorúság, gondnokság, elővásárlási jog stb., és az ezekben előforduló változások; a telekkönyvi jószágtest részleteinek le- és hozzájegyzései, végül a jószágnak a szerzési okiratban pénzben kifejezett átvételi ára (tehát adásvétel esetében a vételár) és a felek kívánatára a becsár; de az árnak és az értéknek valóságáért a telekkönyv nem kezeskedik. Az első helyszíneléskor felvett tulajdonos nevét azonban az A lapra jegyezték be. A C lapra tartoznak az ingatlant terhelő zálog-, alzálogjogok, szolgalmak és más dologbani jogok és terhek, amennyiben a polgári törvény szerint bejegyzésre alkalmasak.
Minden telekkönyvi jószágtest jogi tekintetben egy egésznek tekintendő levén, abból következik, hogy a tulajdonjog valamely telekkönyvi jószágtestre csak egy személy részére, vagy több tulajdonos részére ugyan, de testileg oszthatatlanul jegyezhető be; tulajdonostársak esetében pedig a tulajdonjogi arány kitüntetendő. Így pl. tulajdonosok: Péter és Pál egyenlő részekben, vagy Péter 3/4, Pál 1/4 részben. Az eredeti felvételkor, ha a tulajdonjogi arány megállapítható nem volt, a tulajdonostársakat «határozatlan arányban» jegyezték be. Zálogjogot is csak az egész telekkönyvi jószágtestre, közös jószágoknál pedig mindenik tulajdonostárs egész jutalékára lehet szerezni. Ugyanez az elv áll a jelzálogi követelésre szerzendő alzálogjogra nézve is.

## A telekkönyv fogalma
A telekkönyv, községenként (városonként) és ezek területén belül azonos tulajdoni viszonyban álló ingatlancsoportonkint elkülönítve, füzetalakú telekkönyvi betűiekben (átmenetileg telekjegyzőkönyvekben), a telekkönyvi hatóság által vezetett, rovaté A., B. és O. lapból álló közokirat. Az ingatlanok jogi minőségét, nevét (helyszínelési-, helyrajzi- vagy részletszámát), fekvési (dűlő- vagy utcanév, házszám), művelési és területi adatait tünteti fel, valamint a rájuk vonatkozó dologi jogot (tulajdon-, szolgalmi-, jelzálogi) és némely kötelmi jogot (elő- és visszavásárlás, bérletjog és haszonbérlet, életjáradék, kikötmény) hitelesen kimutatja. Telekkönyvi jogokat jogügylet alapján csak a telekkönyvbe bejegyzés által lehet szerezni („constitutiv bejegyzés"), de a telekkönyvön kívül (öröklés, elbirtoklás stb. útján) szerzett tulajdonjognak a telekkönyv közhitelességéből eredő veszély ellen való biztosítása céljából szintén szükséges a telekkönyvi bejegyzés („declarativ bejegyzés"). ... A telekkönyveket a királyi járásbíróságok, mint telekkönyvi hatóságok vezetik és a felek vagy a hatóságok által a kérvényhez vagy a megkereséshez csatolt eredeti okiratok (vételi- ajándékozási-, csereszerződés, adósságlevél, kötelezvény stb.) alapján rendelik el és teljesítik a telekkönyvi bejegyzéseket.

### A telekkönyvi bejegyzés fajai
- bekebelezés

A bekebelezés a telekkönyvi jogban  az ingatlanra vonatkozó jogok végleges telekkönyvi megszerzésének vagy megszüntetésének módja (szemben az előjegyzéssel, amelynél a jogváltozás csak feltételes). A bekebelezéshez rendszerint az előző jogosult bekebelezési engedélye (latinul: clausula intabulandi) szükséges. Jogszerző bekebelezés céljából a bekebelezési engedély mellett a szerzés jogcímét igazoló eredeti okiratot is be kellmutatni (pl. adás-vételi szerződést). A jogszüntető bekebelezés az ú. n. törlés.
- előjegyzés

Az előjegyzés jogi értelemben olyan telekkönyvi bejegyzés, amely csak feltételesen alapítja vagy szünteti meg a telekkönyvi jogot. Akkor van helye, ha a jogszerző a jogelődtől engedélyt kapott jogának bekebelezésére, de az engedélynek formai hiánya van; pl. nincs tanúval előttemezve. Az előjegyzéssel biztosított jogot 15 nap alatt bekebelezésre alkalmas okirat előterjesztésével vagy perindítással kell igazolni.
- feljegyzés.

A feljegyzés kétféle lehetett:
- 1. figyelmeztetés a felek részére (kiskorúság, gondnokság, csőd stb.);
- 2. bizonyos hatályú feljegyzés (per-feljegyzés) esetében a marasztaló bírói határozat végrehajtható akkor is, ha a marasztalt helyébe a telekkönyvbe időközben mást jegyeztek be.

Hatályos a zárlat, rangsor, árverés elrendelésének és az egyetemleges jelzálognak a feljegyzése. A tulajdonos személyére s a tulajdoni jog megtámadására vonatkozó feljegyzések a B., a többiek a C., lapon foganatosíttatnak.

## A telekkönyv vezetésének elvei
A személyi lapok elve, a telekkönyvek szerkesztésének az az alapelve, amely szerint  minden egyes község területén annyi telekjegyzőkönyv vagy telekkönyvi betét készül, ahány ingatlantulajdonos van az illető területen, tekintet nélkül arra, hogy az illető személy ingatlan tulajdona hány részletből, illetve jószágtestből áll. A magyarországi telekkönyvi rendszer ezen az elven alapult, ellentétben a dologi lapok elvével, amelynek értelmében minden külön jószágtest külön telekjegyzőkönyvbe, illetve betétbe készül.

## A telekkönyvi betét
A telekkönyvi betét az ingatlanoknak A. birtokállási, B. tulajdoni és C. teherlapból álló, füzetalakú, végleges telekkönyve, amely a telekjegyzőkönyvekből készül, de a helyrajzi számokat, a mivelési és a területre vonatkozó adatokat a földadó kataszteri munkálatokból veszi át. Szerkesztésekor a tényleges birtokost tulajdonosul bejegyezhetik s a telekkönyvet helyesbíthetik.

## A telekkönyvi kivonat
A telekkönyvi kivonat a  telekkönyvi betétek (telekjegyzőkönyvek) tartalmáról, hatóságok és felek kérelmére adható hiteles másolat.

### Fajtái
1. teljes, vagyis szó szerinti;
2. kivonatos: a fennálló tételeket tartalmazó, és 3. részleges; csakis az A. vagy a B. vagy a C. lapot tartalmazó; ez is lehet szó szerinti vagy kivonatos. A telekkönyvi térképről, a bánya- és a központi telekkönyvekről szintén lehet telekkönyvi kivonatot kiadni.[9]